# Salvatore Bongi
Salvatore Bongi (Lucca, 15 gennaio 1825 – Lucca, 30 dicembre 1899) è stato uno storico, bibliografo e archivista italiano.

## Biografia
Salvatore Bongi nasce a Lucca il 15 gennaio 1825, da Francesco Leopoldo, impiegato in pubblici uffici, e Adelaide Totti a cui, rimasta vedova nel 1839, spetterà crescere e far studiare, oltre a Salvatore, i figli Carlo e Cesare e "maritare" le tre figlie Luisa, Ersilia e Caterina. 
La prima formazione scolastica ricevuta da Salvatore e con essa la passione bibliografica e bibliofila che caratterizzeranno tutta la sua vita, si devono probabilmente allo zio materno Francesco Totti, dottore in legge e giudice, a cui era stata affidata la cura della famiglia Bongi in quanto esecutore delle volontà testamentarie del cognato. Iscrittosi nel 1840 al Liceo Universitario di Lucca, completa nel 1844 gli studi di "Licenza" della Facoltà legale; Bongi non riuscirà poi a superare l'esame di Laurea e nel 1847 avrà termine la sua carriera scolastica, che tuttavia costituirà un momento importante nella formazione del futuro archivista. 
Negli stessi anni, cruciali per la formazione politica della generazione risorgimentale, il giovane lucchese prende parte alle attività dei circoli liberali fiorentini, collabora con l'esule romagnolo Carlo Farini e con Giuseppe Montanelli, che da Pisa riorganizza la produzione editoriale clandestina, partecipa attivamente all'attività di stampa a Lucca ed è tra i fondatori del foglio politico «La Riforma» (1847), attraverso cui si esprime il pensiero liberale, "sospeso" dallo stesso Bongi (1850) per evitarne la soppressione da parte del governo granducale, e infine si arruola con i volontari lucchesi del Battaglione universitario toscano nella I guerra di Indipendenza ed è presente sui campi di Curtatone e Montanara e negli scontri di Goito e Custoza. 
L'impegno politico e la partecipazione alla vita civile della città natale non si interrompono neppure successivamente, quando, dopo un periodo trascorso come segretario alla Pia casa di beneficenza, nel 1859 Bongi otterrà finalmente un impiego al Regio Archivio di Lucca. Consigliere comunale fin dal 1861, assessore all'Istruzione pubblica e vice sindaco per diversi anni, consigliere con incarichi diversi e collaboratore del comune di Lucca fino agli ultimi anni di vita ed anche consigliere provinciale e membro del consiglio del Convitto della Scuola normale di Pisa, Bongi è sempre presente sulla scena politica ma soprattutto culturale lucchese e toscana anche in qualità di membro della Reale Accademia Lucchese di Scienze, Lettere ed Arti (dal 1859) e della Deputazione toscana di Storia Patria (dal 1864) e come ispettore per i Monumenti e gli scavi di antichità della Provincia di Lucca (1888).
Ma è nel campo dell'archivistica che Salvatore Bongi esprime le sue migliori qualità organizzative ed intellettuali. Fu il primo archivista italiano ad applicare il metodo storico teorizzato da Francesco Bonaini, che è la metodologia archivistica tutt'oggi seguita, con le necessarie correzioni e aggiornamenti, nella gestione degli archivi storici italiani e, in larga parte, europei. Dopo alcuni mesi impiegati come riordinatore delle carte dell'archivio pubblico lucchese, il 10 luglio del 1859 viene nominato con decreto del Governo della Toscana, direttore del Regio Archivio di Stato di Lucca, ruolo che ricoprirà fino all'anno della morte. Si sposò nel 1868 con Isabella figlia di Ferdinando Ranalli ed ebbe tre figli: Mario, Vieri e Maria e morì il 30 dicembre del 1899 a Lucca nella casa natale di via Fillungo.

## Opere letterarie
Con il nuovo incarico di Direttore del Regio Archiviodi Stato, diede inizio ad un complesso piano di riorganizzazione delle carte pertinenti alle antiche magistrature lucchesi, ed ai governi napoleonico e borbonico e del consistente fondo diplomatico nella nuova sede di Palazzo Guidiccioni, ricostruendone l'ordine secondo le linee del "metodo storico" indicate da Francesco Bonaini, soprintendente generale agli Archivi del Granducato, incrementandone il patrimonio attraverso acquisizioni, doni e depositi.

### Inventario del Regio Archivio di Stato in Lucca
Il suo monumentale Inventario è ancora un modello attuale di come il riordino di un archivio debba partire da un'accurata conoscenza storico-istituzionale del soggetto che li ha creati.
Si compone di 4 volumi.
- Vol.I p. XXII-408 (anno1872)
- Vol. II: p. 426 ( anno 1876)
- Vol. III: p. IX-460 (anno 1880)
- Vol. IV: p. VIII-567 (anno 1888)
Contemporaneamente alla redazione di questa opera di ricostruzione storica e descrizione archivistica, Bongi continua a dedicarsi alla ricerca documentale ed alla pubblicazione di opere a carattere storico tra cui spicca l'edizione in due volumi de Le croniche di Giovanni Sercambi, lucchese, pubblicate sui manoscritti originali del XV-XVI sec. (1892-1893) ed alla passione bibliografica e bibliofila dando alle stampe Gli Annali di Gabriel Giolito de' Ferrari (1890-1897) accanto ad una ricca serie di oltre 80 testi letterari e storici rari in edizioni redatte con grande cura e di gusto raffinato. 
Pubblicò vari studi sul periodico Archivio storico italiano, e fu in contatto epistolare con molti dei più autorevoli studiosi della sua epoca, come Cesare Guasti, Alessandro D'Ancona, Ernesto Monaci, Giovanni Sforza (storico), Giampietro Vieusseux.

## Archivio
Le carte appartenute a Salvatore Bongi sono pervenute per via ereditaria ai figli Maria, Mario e Vieri e sono conservate presso l'Archivio di Stato di Lucca in forma di deposito, dono ed acquisizione. 
Il primo trasferimento di documenti presso l'Istituto lucchese risale al 1925 ed è costituito da 77 pezzi di diversa tipologia depositati da Vieri Bongi in occasione del centenario della nascita del padre; la parte più consistente del carteggio e la biblioteca, costituita da circa 5 000 tra volumi ed opuscoli, sono stati depositati dalla Cassa di risparmio di Lucca nel 1952 in seguito all'acquisto, dopo lunghe trattative, dagli eredi Bongi; 2 lettere di particolare rilievo sono state donate da Tullia Marchi, vedova di Mario Bongi, nel 1956 e 41 dal Rotary Club di Lucca in seguito all'acquisto dagli stessi eredi nel 1963. 
Infine tra il 1964 ed il 1966 sono state acquistate altre 306 missive, sempre appartenenti agli eredi. A queste carte devono essere aggiunte una busta di documenti recuperati all'interno della casa appartenuta a Salvatore Bongi alla fine degli anni '90 ed una serie di ca. 40 lettere inviate da Bongi al bibliotecario Emilio Calvi, donate all'Archivio di Stato di Lucca da Umberto Giampaoli, direttore dell'Archivio di Stato di Massa nel 1925.